# 徐园
徐园，位于扬州市瘦西湖，原址为清初桃花坞韩园，1913年徐宝山在家中遇刺后，1915年将此处改建为纪念他的祠堂。徐园占地0.6公顷，布置精巧，园中有听鹂馆以及一榭、一亭。“园中有园”是瘦西湖的特色。徐园列为扬州市文物保护单位。门额上写法奇特的“徐园”二字出自书法家吉亮工之手。